# Косино (Зуевский район)
Косино́ — посёлок (в 1938—2012 — посёлок городского типа) в Зуевском районе Кировской области России. Расположен на реке Коса у её устья. Население — 1795 чел. (2010).

## История
Статус посёлка городского типа — с 1938 года. С 2012 года — сельский населённый пункт.
Косинская бумажная фабрика- является градообразующим предприятием, история которого начинается с 1784 года. Развивалась фабрика, развивался и поселок. В 1903 году при фабрике появилась начальная школа. В 1923 году был открыт один из первых детских садов в районе. В 1936 году школа стала средней, открылся клуб на 200 мест.
В 1931 году завершилась коллективизация, в Косино были созданы коллективные хозяйства, появились новые жилые дома, скотные дворы, столовая, поступили первые трактора. С 1964 года племсовхоз «Косинский» становится самостоятельным хозяйством. Специализация совхоза — разведение крупного рогатого скота холмогорской породы. Новое, передовое внедряла в практику селекционной работы Нина Борисовна Микрюкова — Заслуженный зоотехник РСФСР. За высокие результаты получили государственные награды доярки Л. И. Плетенева, Л. Ф. Никулина, А. Д. Катаева. Звездным годом племзавода явился 1977 год. По итогам Всесоюзного социалистического соревнования в честь 60-летия Октября хозяйство награждено переходящим Красным Знаменем ЦК КПСС, Совета Министров СССР, ВЦСПС и ЦК ВЛКСМ с занесением на Всесоюзную доску Почета на ВДНХ страны. На сегодняшний день сельхозпредприятие «Косинский» находится в стадии процедуры банкротства.

## Население
| 1873  | 1905  | 1926  | 1959  | 1970  | 1979  | 1989  |
| ----- | ----- | ----- | ----- | ----- | ----- | ----- |
| 492   | ↘363  | ↗740  | ↗4075 | ↘3400 | ↘3296 | ↘2943 |
| 2002  | 2009  | 2010  |       |       |       |       |
| ↘2403 | ↘2383 | ↘1795 |       |       |       |       |

## Косинское городское поселение
Это три населенных пункта: пос. Косино, деревня Кокоренцы и Торфопредприятие, территория поселения составляет 11 315 га, проживает в поселении 2380 человек. Местное самоуправление на территории поселения осуществляется через Косинскую поселковую Думу и администрацию поселения. Работают общественные формирования: совет ветеранов, совет общества инвалидов, ДНД, общественная комиссия по делам несовершеннолетних, с 2009 года работают совет молодежи, совет молодых предпринимателей. Медицинское обслуживание населения осуществляют Косинская городская больница и фельдшерско-акушерский пункт. Организацией досуга разных категорий населения занимаются муниципальный центр досуга и библиотека.

## Экономика
- Косинская бумажная фабрика. Производится картон для фильтрации пищевых жидкостей и коробочный картон для технических нужд, работают две картоноделательных машины. В 2008 году было выработано 1102 тонны картона, который реализован на винные и консервные заводы России, Беларуси, Грузии, Узбекистана, Казахстана, Киргизии, Украины.
- Торговля продовольственными и промышленными товарами обеспечивается на территории поселения в 6 торговых точках, которые обслуживают ТФ «Чепца», ООО «Колос», имеются две пекарни. В 2008 г. закончилась газификация поселения. Установлено оборудование в 359 домовладениях. В январе 2009 года начал работу газовый модуль по ул. Будённого.

## Транспорт
Через посёлок проходит Транссибирская железнодорожная магистраль, в самом посёлке действует железнодорожная станция Коса. Формально возможно судоходство по реке Чепца до настоящего посёлка Косино согласно перечню внутренних водных путей РФ.

## Русская православная церковь
Гордостью поселка является церковь Николая Чудотворца, построенная в 2007 году.